# Micrathena macfarlanei
Micrathena macfarlanei är en spindelart som beskrevs av Arthur M. Chickering 1961. Micrathena macfarlanei ingår i släktet Micrathena och familjen hjulspindlar. Inga underarter finns listade i Catalogue of Life.